# Fiński lapphund
Fiński lapphund  - jedna z ras psów, należąca do grupy szpiców i psów pierwotnych, zaklasyfikowana do sekcji północnych szpiców pasterskich.  Nie podlega próbom pracy.

## Krótki rys historyczny
Rasa ta była hodowana przez Lapończyków i wykorzystywana jako pies pasterski przy reniferach.

## Charakter i temperament
Pies inteligentny, łatwo uczący się. Jest on odważny oraz zwinny. 

## Wygląd
Spotyka się kilka typów umaszczenia - kremowe, czekoladowe, błękitne, ciemnobrązowe, szare i czarne. Jest to pies długowłosy, co szczególnie widać na szyi. W budowie charakterystyczna jest głowa zbliżona wyglądem do głowy lisa, kwadratowa czaszka i dość muskularny tył.

## Zdrowie i pielęgnacja
Rasa jest relatywnie zdrowa, najczęściej dożywająca 12 do 14 lat, choć spotyka się także starsze osobniki. Najczęściej pielęgnacja ogranicza się do okresowego przeczesywania sierści.